# Fakulta designu a umění Ladislava Sutnara Západočeské univerzity
Fakulta designu a umění Ladislava Sutnara (zkratka FDU, často také „SUTNARKA“) je nejmladší fakultou Západočeské univerzity v Plzni. Vznikla nejprve pod názvem Fakulta umění a designu (zkratka FUD) 1. září 2013 z Ústavu umění a designu (UUD), který byl založen 1. dubna 2004. Na fakultě se vyučují studijní obory jako ilustrace a grafika, malba, socha, fashion design, design kovu a šperku, produktový, průmyslový a grafický design, design nábytku a interiéru, fotografie, keramika, multimédia a nová média.
Prvním, pověřeným, děkanem byl doc. akad. mal. Josef Mištera, který byl později Akademickým senátem fakulty též zvolen řádným děkanem.
Fakulta byla pojmenována po Ladislavu Sutnarovi, plzeňském rodákovi a česko-americkém designérovi. Provozuje Galerii Ladislava Sutnara, která vznikla v květnu 2011 transformací dosavadní Univerzitní galerie. Fakulta se také velmi aktivně podílela na přípravě projektu Plzeň – Evropské hlavní město kultury 2015.
Budova Fakulty designu a umění Ladislava Sutnara získala v říjnu 2019 nové opláštění. Autorem grafického návrhu je Rostislav Vaněk. Nové opláštění získala fakulta v roce 2024 a autorkou je Kristina Fišerová. Vizuál byl vytvořen u příležitosti oslav dvacetiletého výročí instituce. 
Od 16. ledna 2022 započalo čtyřleté volební období děkana MgA. Vojtěcha Aubrechta, který byl tajnou volbou členů akademického senátu FDULS zvolen 29. září 2021. Slavnostně uveden do funkce byl Vojtěch Aubrecht 18. února 2022.

## ArtCamp
V roce 2005 založil doc. Josef Mištera (zakladatel a umělecký ředitel) při UUD mezinárodní letní školu umění, kterou nazval ArtCamp. Provozní ředitelkou je od samého počátku PhDr. Lenka Kodýtková.
Nyní největší letní umělecká škola v České republice se koná v druhém, třetím a čtvrtém červencovém týdnu. Jejím cílem je umožnit českým i zahraničním studentům setkání s významnými českými i zahraničními umělci – pedagogy, případně připravit zájemce k přijímacím zkouškám na umělecké vysoké školy.
ArtCamp každoročně přivádí do Plzně a na Západočeskou univerzitu stovky českých i zahraničních účastníků, pro něž výtvarné kurzy představují nejen příjemné zpestření léta, ale i možnost rozvíjet svůj talent nebo se připravit ke studiu umění na vysokých uměleckých školách. V roce 2014, kdy proběhl jubilejní desátý ročník letní školy, prošlo 38 kurzy letní školy téměř 500 účastníků.
V kurzech vedených pedagogy Fakulty designu a umění Ladislava Sutnara i hostujícími českými a zahraničními umělci studují účastníci různých věkových skupin, národností i zaměření. Výuka probíhá v ateliérech fakulty i v plenéru, hlavním jazykem je čeština a angličtina. Kurzy jsou vhodné jak pro širokou veřejnost od začátečníků po pokročilé, tak pro stávající i budoucí studenty uměleckých oborů, i pro hotové umělce, kteří chtějí rozšířit svoji kvalifikaci. Úspěšní absolventi ArtCampu obdrží Osvědčení o absolvování.
ArtCamp každoročně nabízí širokou škálu výtvarných kurzů. V nabídce nechybí tradiční výtvarné obory (např. kresba, malba, ilustrace, knižní vazba), oblíbené kurzy zaměřené na nová média (digitální fotografie, grafický design, videotvorba, light design) a design (design, design hračky, interiéru či nábytku, 3D modelování v programu Rhinoceros), ani kurzy určené jako příprava ke studiu umění na vysokých uměleckých školách (např. figurální kresba, ilustrace, design obuvi, fashion design).

## Významní absolventi fakulty
- Bedřich Kocman
- Jan Kocman
- Marcela Konárková
- Eliška Lhotská
- Tomáš Moravec
- Štěpán Soutner
- Pavel Trnka
- Marto Kelbl
- Kateřina Puncmannová

a další

## Vedoucí ateliérů
- Mikoláš Axmann
- Vojtěch Domlátil
- Kristina Fišerová
- Libuše Jarcovjáková
- Ditta Jiřičková
- Vladimír Merta
- Karel Míšek
- Vladimír Véla
- František Steker
- Rostislav Vaněk
- Gabriel Vach
- Zdeněk Veverka
- Martin Verner
- Renáta Fučíková
- Jan Korabečný
- Viktor Takáč
- Milan Mazúr
- Jana Potiron
- Petra Soukupová
- Václav Šlajch
- Benedikt Tolar
- Pavel Ivančic

## Emeritní docenti a profesoři
- Jiří Beránek
- Jiří Barta
- Vratislav Karel Novák
- František Pelikán
- Václav Šerák
- Štěpán Grygar
- Helena Krbcová
- Petr Vogel

## Cena Ladislava Sutnara
Fakulta designu a umění Ladislava Sutnara uděluje od roku 2012 Cenu Ladislava Sutnara osobnostem a institucím s mezinárodním věhlasem na poli designu a umění, jeho zprostředkování a teoretického uchopení. Laureáty ceny jsou například instituce jako: AIGA, Art Institute of Chicago, Cooper Hewitt, Smithsonian Design Museum, Museum of Modern Art, Pratt Institute, Muzeum J. Paula Gettyho, nebo významné osobnosti: Anthon Beek, Seymour Chwast, Steven Heller, William Lobkowicz, Tomáš Vlček, Richard Saul Wurman, Zdeněk Ziegler, a další. První ceny byly uděleny 18. října 2012 u příležitosti slavnostního otevření nové budovy Ústavu umění a designu ZČU, dnes již Fakulty designu a umění Ladislava Sutnara, a to za přítomnosti Radoslava L. Sutnara a jeho manželky Elaine.
Cena Ladislava Sutnara byla navržena doc. M.A. Petrem Vogelem, tvoří ji čtyři kovové destičky prořezané laserem. Motiv ceny vychází z loga Ladislava Sutnara a transformuje ho do prostorového objektu.

## Galerie Ladislava Sutnara
Galerie Ladislava Sutnara vznikla v květnu 2011 transformací dosavadní Univerzitní galerie. Galerie hostí výstavy domácích i hostujících pedagogů a studentů, zároveň v rámci přeshraniční i euroregionální spolupráce seznamuje veřejnost s tvorbou spřízněných zahraničních umělců, designérů a institucí. Neméně významný je pro galerii jedinečný odkaz osobnosti a díla Ladislava Sutnara, plzeňského rodáka.